# Brickfielder
Der Brickfielder ist ein heißer und trockener Wind in der Wüste Australiens, der im  Sommer vom vegetationslosen, heißen Binnenland in Richtung der Küstengebiete des Südens weht.
Der Brickfielder geht dem Durchgang einer Kaltfront voraus. Er verursacht heftige Staubstürme, die mehrere Tage dauern können, trägt ziegelroten Staub an die Küste und versengt die Vegetation. Die Bezeichnung ging aus dem südlich Sydney gelegenen Brickfield hervor, aus dem der Wind Staub mit sich trägt. Wegen seiner trockenen Hitze wird er mitunter als gesundheitsfördernd betrachtet, da er viele Krankheitskeime zerstöre. Auf den Brickfielder folgt fast immer ein starker Southerly Buster, der kühl und wolkenreich vom Ozean kommt.
Ursache beider Winde ist ein Zyklon über der australischen Bucht. Derartige Systeme dehnen sich oft in Form einer v-förmigen, nach Norden weisenden Tiefdruckrinne ins Inland aus, wobei auf der östlichen Flanke Winde von Norden und auf der westlichen Flanke Winde von Süden auftreten. Wandert dieses schmale System ostwärts, dann dreht der Wind plötzlich von Nord nach Süd, und die Temperatur fällt innerhalb von zwanzig Minuten um fünfzehn Grad.
Ende September 2009 kam es zum stärksten Staubsturm der letzten 70 Jahre.